# 詹森峰
詹森峰（英語：Janssen Peak）是南極洲的山峰，位於帕默群島的溫克島西南部，處於杜菲夫山脈西南端，海拔高度1,085米，由比利時探險隊發現，現時由南極條約體系管理。